# Елена Джионат
Елена Джионат (рум. Elena Djionat) — воспитатель, журналист, правозащитник, соучредитель и лидер «Организации Бессарабских женщин».
Родилась в 1888 году в селе Бозиены, которое на тот момент являлось частью Российской империи.
Елена Джионат два года училась на медицинском факультете в Одесском университете.

## Деятельность
В сентябре 1917 года Елена Джионат основала первую румынскую школу в Кишинёве. С 1919 года работала учителем, а затем стала директором в начальной школе, и проработала там до 1935 года.
Кроме педагогической деятельности Елена также стала активисткой в феминистском движении.
В ноябре 1928 года Елена Джионат провела масштабное собрание в Кишинёве. Основала и возглавляла организацию Бессарабских женщин.
Административная реформа 1927 года позволила румынским женщинам участвовать в политической жизни что способствовало развитию женской социальной активности.
18−19 июня 1933 года состоялся первый съезд Бессарабских женщин, на которую были приглашены делегаты со всей страны. Конгресс возглавила Е. Джионат.
Для достижении своих целей Елена Джионат вступила в Национальную крестьянскую партию, а также учредила журнал «Феминистское движение», создание которого финансировала за счёт собственных средств.
Организация бессарабских женщин сформулировала и подала королю Румынии Каролю II прошение, в котором требовала полного политического и гражданского равенства для всех граждан, независимо от пола, класса, дохода или титула, а также отмены различных ограничений на женское образование. В прошении также акцентировалось внимание на пацифистских убеждениях членов организации.
Деятельность и судьба Елены Джионат после 1936 года остается неизвестной.